# Di-Gata Defenders
Di-Gata Defenders è una serie animata canadese prodotta dalla società canadese Nelvana International.
La prima stagione è stata trasmessa su RaiSat Smash dal dicembre 2006, per poi venire replicata dal 2008 su Rai Gulp. Dal 16 gennaio 2010 è stata avviata su Rai Gulp la trasmissione della seconda stagione.

## Trama
La trama è incentrata sulla storia dei Di-Gata Defenders, quattro giovani prescelti: Seth, Melosa, Erik e Kara, allevati fin da bambini per combattere il male. La loro missione è trovare le quattro Pietre della Purezza, ostacolando i piani del perfido Lord Nazmul.
Gli eventi della serie sono ambientati sul pianeta Rados. Gli antichi antenati dei Radosiani, caratterizzati da carnagione scura, capigliatura bianca e da brillanti occhi azzurri, erano giunti su Rados a bordo di una navicella da un pianeta lontano, in fuga dal virus Toten'Ka, il quale ha distrutto la vita nel pianeta d'origine. Il sole e l'atmosfera del pianeta iniziarono con il tempo ad influire sull'aspetto fisico dei nuovi abitanti, conferendo loro un aspetto più umano. I nuovi arrivati esiliarono gli originali abitanti del pianeta, i Mortigariani, una razza di umanoidi anfibi, nelle profondità del mare.
Prima dell'arrivo dei Radosiani, i Primordiali vagavano per il regno e usavano l'energia mistica come forza vitale. Ogni volta che un Primordiale moriva, la sua forza veniva trasmessa alle montagne Di-Gata.
I Radosiani scoprirono le pietre magiche e recuperarono la loro energia solo da otto degli undici sigilli esistenti. Molte di queste furono raccolte e trasformate in dadi, e sopra di esse fu impresso il sigillo del potere corrispondente. I principali sigilli sono: Nega (Forza), Yin (Gioventù), Yan (Saggezza), Ogama (Ordine), Infinis (Eternità), Dako (Caos), Sum (Pace), Altas (Equilibrio), Vitus (Rinnovamento), Ethos (Decadenza), Nostrum Vitae (Guarigione), Orn-Ra (Antico sigillo), Mal-Ra (Antico sigillo), Di-Gata (Creazione) e Nova (Attuale sigillo).
Chiunque fosse in grado di utilizzare le pietre veniva chiamato Mago. Secondo la tradizione, i primi ad utilizzare le pietre Di-Gata erano gli aderenti della Tribù di Chi'Brek. I Maghi decisero quanti sigilli usare con le loro combinazioni. Un singolo sigillo non è in grado di sprigionare molta potenza, ma combinato con altri, spesso dona a colui che li usa, poteri straordinari. Molti Maghi scelsero di specializzarsi in uno o due sigilli, per averne maggiore controllo.
I Maghi di Yan, un potente ordine di Rados creò i Di-Gata Defenders, un gruppo di potenti Maghi che avrebbe lottato per il bene. Questi difensori sarebbero stati allenati per raffinare l'uso delle loro pietre.
Ma nonostante i propositi di pace, un Mago di Yan, Nazmul, assetato di potere, tradisce il suo ordine, reclutando potenti maghi e creando L'Ordine di Infinis. Nazmul ha l'ambizione di ottenere l'immortalità e si proclama dittatore di Rados.
Nazmul, per aumentare il potere dell'Ordine di Infinis, cerca di rigenerare una bestia, il Megalith, dotato di poteri inimmaginabili, che renderebbe Nazmul praticamente invincibile e lo fa utilizzando una consistente parte di energia del pianeta.
Quando il mostro viene creato, obbliga i precedenti Di-Gata Defenders a scendere in campo. I Maghi di Yan per compensare la potenza del Megalith creano il Rituale di sigillazione allo scopo di sconfiggerlo. Brim, un costruttore di pietre magiche creò per il rituale quattro Pietre della Purezza.
I Di-Gata Defenders, con l'ausilio delle quattro Pietre della Purezza, sigillarono il Megalith tramite la Macchina della Sigillazione e nell'occasione venne distrutto anche il primo corpo di Nazmul.
I quattro Defenders originali ebbero cinque figli. Questi vennero condotti in un dojo segreto affinché venissero allenati e preparati al giorno in cui il Megalith si sarebbe nuovamente liberato dal suo sigillo. I ragazzi, intuito che il sigillo si stava rompendo, abbandonano il dojo avventurandosi per il pianeta per continuare la missione dei loro genitori: sigillare nuovamente il Megalith.
Nella seconda stagione, la distruzione del Megalith genera la liberazione degli Ethos, antichi vampiri che si cibano di energia Di-Gata, imprigionati tempo addietro dai Maghi di Yan. Ai Di-Gata Defenders si ricongiungono Rion e Adam.

## Episodi
La serie è composta di due stagioni, ognuna di 26 episodi.

## Doppiaggio
- Alessio De Filippis: Seth
- Federica Bomba: Melosa
- Daniele Raffaeli: Erik
- Micaela Incitti: Kara
- Paolo Vivio: Rion